# Grainola
Grainola – miasto w Stanach Zjednoczonych, w stanie Oklahoma, w hrabstwie Osage.